# Marienkirche (Ueckermünde)

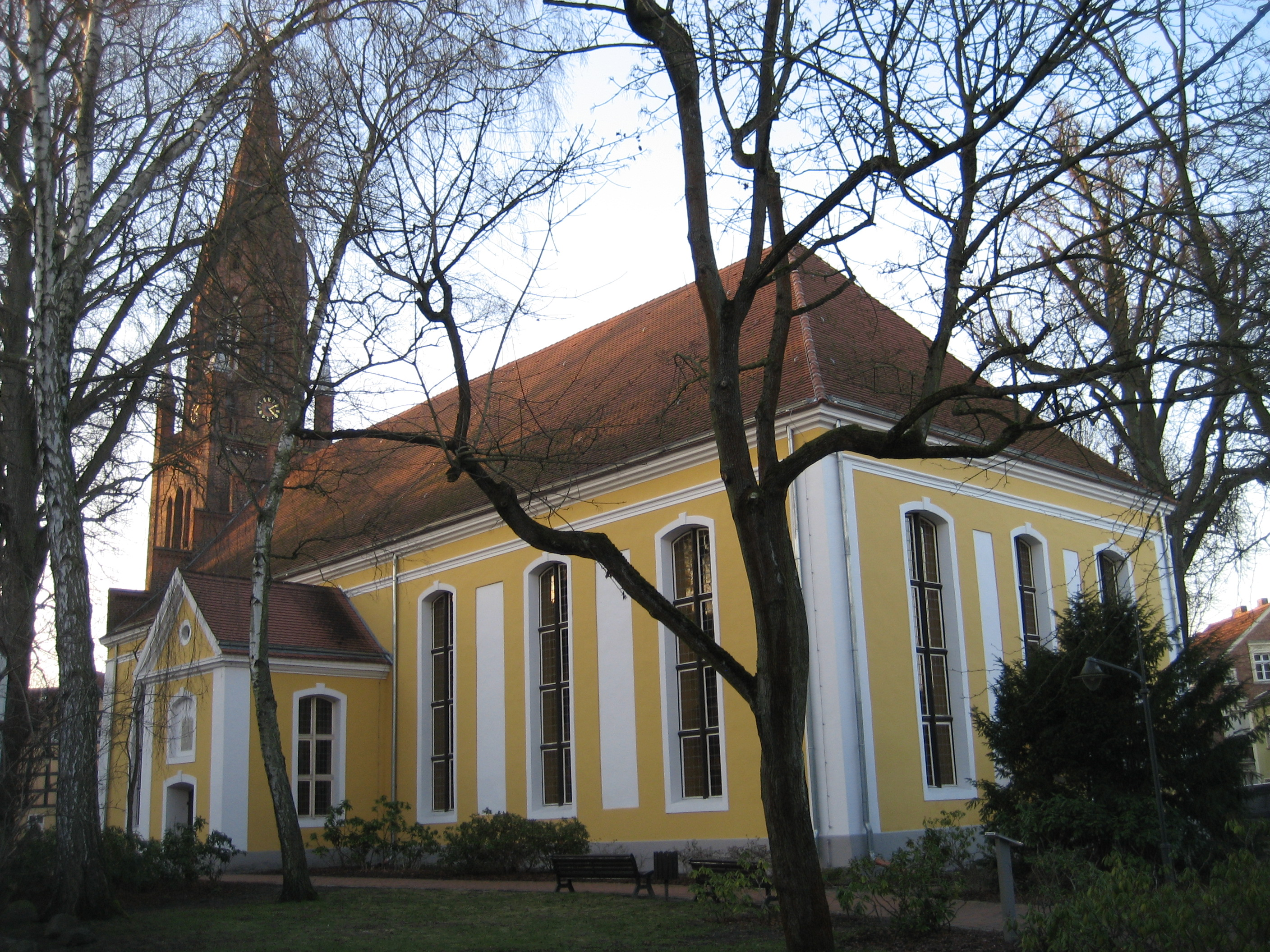
Marienkirche (Ueckermünde)

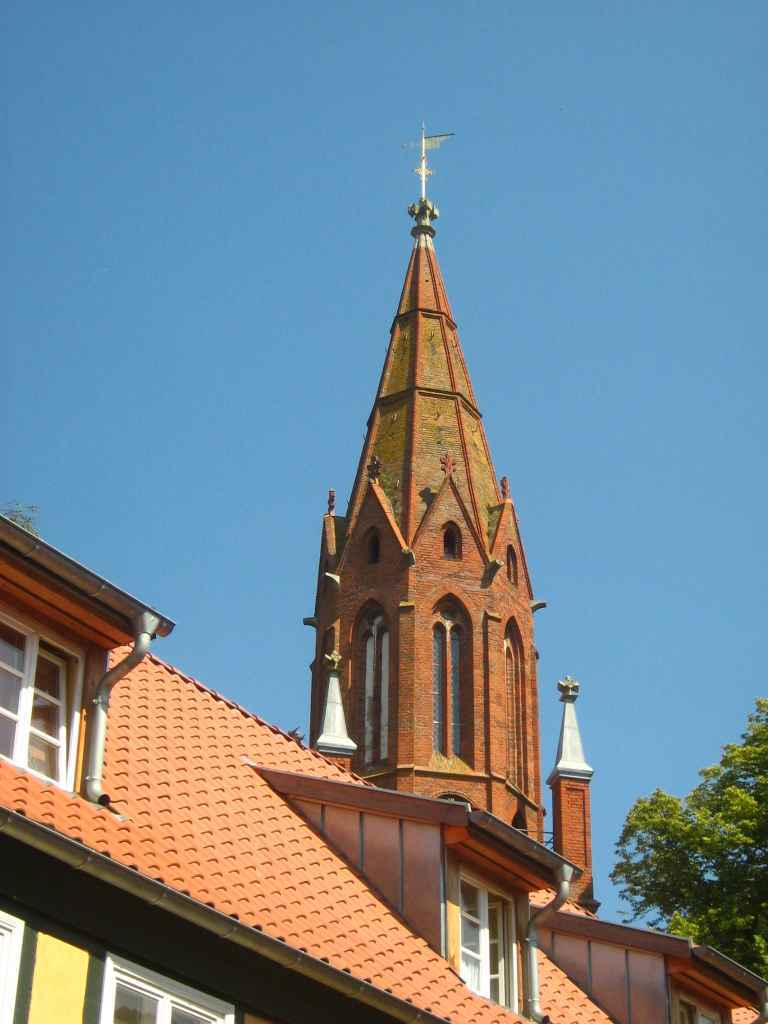
Kirchturm

Die evangelische Stadtkirche St. Marien ist eine barocke Saalkirche in Ueckermünde im Landkreis Vorpommern-Greifswald in Mecklenburg-Vorpommern. Sie gehört zur Kirchengemeinde Ueckermünde im Pommerschen Evangelischen Kirchenkreis der Evangelisch-Lutherischen Kirche in Norddeutschland (Nordkirche).

## Geschichte und Architektur
Die Kirche ist ein langgestreckter Putzbau mit südlicher und nördlicher Vorhalle, der 1766 geweiht wurde. Im Jahr 1866 wurde ein neugotischer reich gegliederter Westturm aus Backstein hinzugefügt. Das geräumige Innere ist mit Doppelemporen im Norden und Süden versehen und wird durch eine Voutendecke aus der Bauzeit abgeschlossen, die mit Ornamenten und Putten bemalt ist und 1891 durch die Werkstatt Oscar Foneweit erneuert wurde. In den Jahren 2006–2008 erfolgte eine Restaurierung.

## Ausstattung
Das Hauptstück der Ausstattung ist ein großer Kanzelaltar aus dem Jahr 1775 in aufwändigen Rokokoformen mit einer geschwungenen zweizonigen Rückwand mit Säulengliederung und Figuren der Evangelisten. Das Ratsgestühl wurde 1593 und 1651 geschaffen. Ein Tafelbild von 1766 zeigt den Schmerzensmann. Ein Gemälde mit einer Darstellung von Luther und Calvin wurde 1845 von Gerit Beeger gemalt. Mehrere Pastorenporträts stellen Andreas Hogrevius († 1684), Johann G. Ravenstein († 1836) und Carl E.G. Clausius († 1853) dar, das letztere wurde von J. Grün gemalt. Die Glocken stammen aus dem Jahr 1607 von Rolof Klasen (Stettin) mit dem Ton c2+7 und aus dem Jahr 1653 von Dinnies Droyse, Greifswald mit dem Ton e+8.
Die Orgel ist ein Werk von Carl August Buchholz aus dem Jahr 1847, das unter Verwendung von Pfeifen einer Orgel für die Neue Kirche in Berlin (Deutscher Dom) von Peter Migendt aus dem Jahr 1752 erbaut worden war. Die Vorgängerorgel wurde in die Kirche in Luckow umgesetzt.
Ein Kelch und eine Patene, beide vergoldet, wurden 1735 geschaffen. Eine silberne Dose stammt aus dem Jahr 1648. Zwei Taufschalen aus Messing stammen von 1683 und aus dem 18. Jahrhundert. Drei Kronleuchter sind mit den Jahreszahlen 1648, 1653 und 1703 versehen.